# هرم خنجر

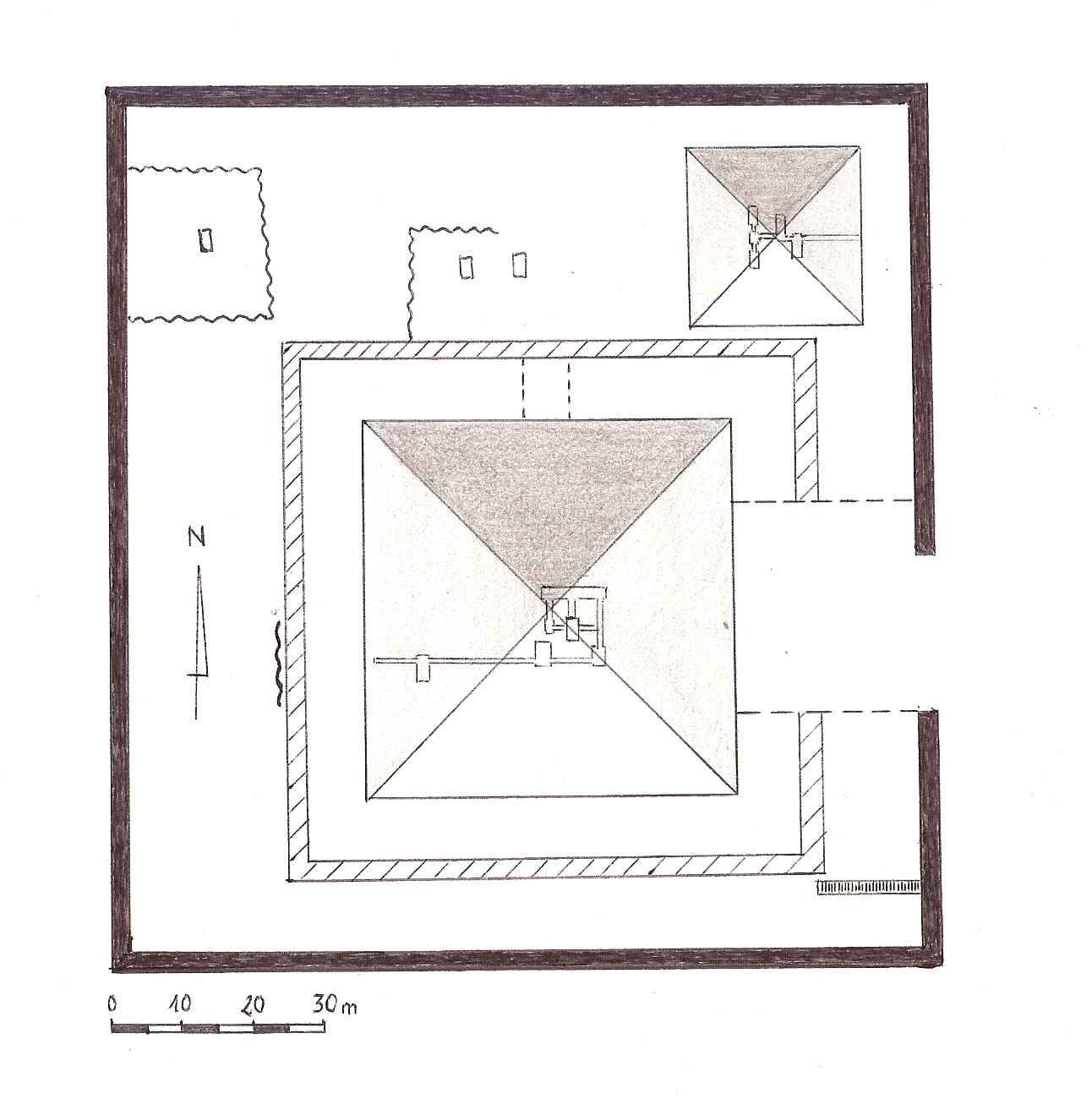
مخطط مجمع الهرم

هرم خنجر هو هرم مصري بني لدفن ملك الأسرة الثالثة عشر خنجر، الذي حكم مصر حوالي 1760 قبل الميلاد خلال الفترة الانتقالية الثانية. الهرم، وهو جزء من مجمع أكبر يضم معبدًا جنائزيًا ومصلى صغير وجدارين محاطين وهرمًا فرعيًا، كان يقف في الأصل حوله 37 م (121 قدم) مرتفعًا وهو الآن مدمر تمامًا. تم اكتشاف الهرم أثناء التنقيب تحت إشراف غوستاف جيكير في عام 1929، مما يشير إلى أن الهرم قد تم الانتهاء منه خلال حياة خنجر. إنه الهرم الوحيد المعروف أنه اكتمل خلال الأسرة الثالثة عشر.

## التنقيب
تم إجراء التنقيبات الأولى لهرم خنجر في منتصف القرن التاسع عشر على يد كارل ريتشارد ليبسيوس، الذي شمل الهرم في قائمته تحت الرقم الرابع والأربعين. تم التنقيب عن الهرم بواسطة غوستاف جيكير من عام 1929 حتى عام 1931 مع نشر تقرير التنقيب بعد ذلك بعامين في عام 1933.

## مجمع الهرم
يقع مجمع هرم خنجر بين هرم بيبي الثاني وهرم سنوسرت الثالث في الجنوب سقارة. يقع الهرم الرئيسي حاليًا في حالة خراب، ويرجع ذلك جزئيًا إلى أعمال التنقيب المدمرة التي قام بها G.Jéquier وهو يرتفع الآن حوالي متر واحد فقط فوق رمال الصحراء.

### جدران المحيط
يتكون مجمع الهرم من الهرم الرئيسي المحاط بجدارين. يتكون الجزء الخارجي من الطوب اللبن، فيحتوي في الركن الشمالي الشرقي على هرم فرعي صغير، وهو الوحيد المعروف الذي يرجع تاريخه إلى الأسرة الثالثة عشر. الجدار الداخلي للحائط مصنوعًا من الحجر الجيري ومزخرف بمنافذ وألواح. وقد حل هذا محل الجدار المتموج المبني من الطوب اللبن، مما دفع راينر ستاديلمان إلى اقتراح أن الجدار المتموج قد تم بناؤه كبديل مؤقت ومختصر للجدار المتشابك الذي يستغرق وقتًا طويلاً ولكنه يفضل. في الزاوية الجنوبية الشرقية للجدار الخارجي يوجد درج مسدود غير مكتمل، والذي يمكن أن يكون جزءًا من المخططات السابقة للبنية التحتية للهرم أو جزءًا من قبر جنوبي غير مكتمل، مخصص لـ كا للملك المتوفى.

### المصلى الشمالي

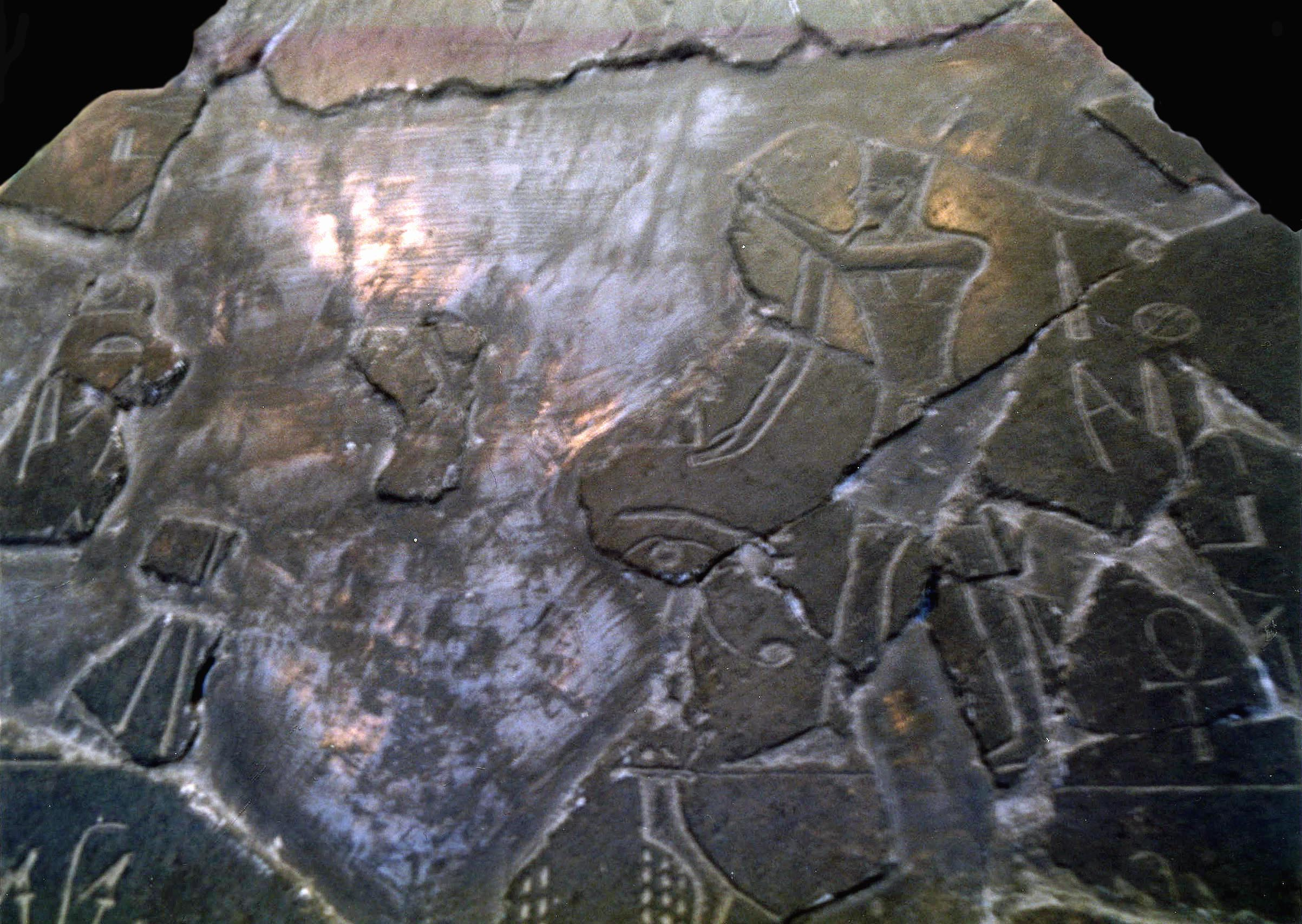
الوجه الشرقي لهرم خنجر، يصور الملك مع أتوم ورع. المتحف المصري، القاهرة، JE 53045

تم بناء مصلى صغير بالقرب من الجانب الشمالي للهرم الرئيسي داخل الجدار الداخلي. تم رفع المصلى على منصة ويمكن الوصول إليها عن طريق درجين. يحتوي الجدار الشمالي للمصلى على باب زائف أصفر من الكوارتزيت. كان موقع هذا الباب غير معتاد لأنه كان يجب أن يكون على الحائط الأقرب للهرم، أي الجدار الجنوبي بدلاً من الجدار الشمالي. تظهر الأجزاء القليلة الباقية من النقش البارز من المصلى مشاهد قياسية مع حاملي القرابين.

### المعبد الجنائزي
على الجانب الشرقي من الهرم كان يوجد معبد جنائزي يمتد عبر كلا الجدارين المحورين.
سمح ذلك بوضع الجزء الخارجي من المعبد خارج الجدار الداخلي، مع الحرم الداخلي في داخل الجدار الداخلي. بقي القليل جداً من المعبد، باستثناء قطع من النقوش البارزة وأعمدة وأجزاء من رصيفه.

## الهرم الرئيسي

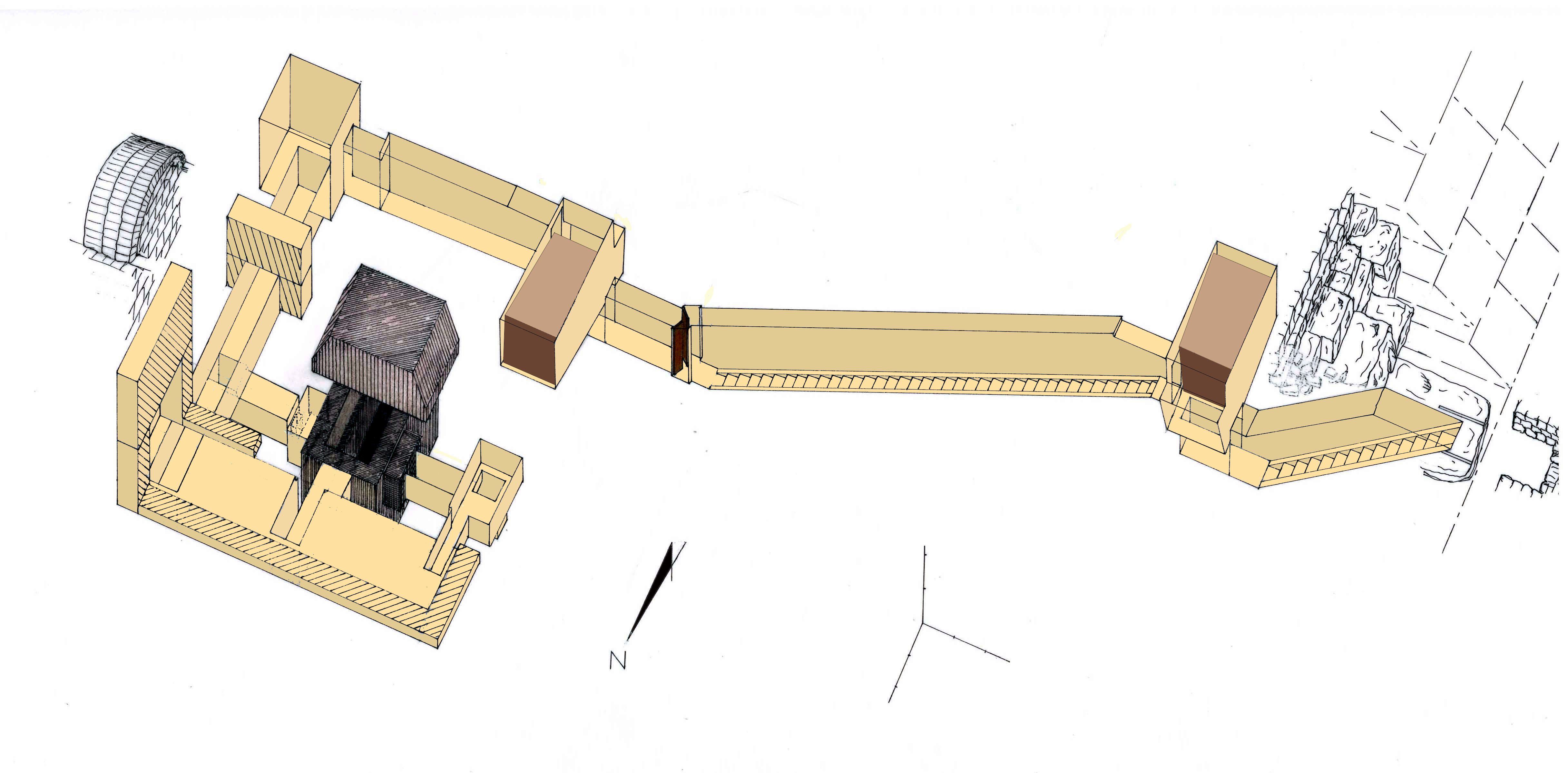
مخطط الغرف تحت الأرض للهرم، والتي تُظهر أبواب الجرانيت المفتوحة.

كان الهرم في الأصل يبلغ ارتفاعه 105 ذراعاً ملكية، وهو حوالي 37 متر (121 قدم). كان الهرم مبني بنواة من الطوب اللبن وغلاف خارجي من الحجر الجيري مع حجارة الدعم. تم استخراج كل من هذه وأغلفة الحجر الجيري بواسطة لصوص الحجارة، مما ترك اللب غير محمي. كان أداء القلب سيئًا للغاية بمرور الوقت، ويبلغ ارتفاع الهرم الآن مترًا واحدًا فقط بسبب تفككه.
تم اكتشاف هرم جرانيت أسود مجزأ على الجانب الشرقي للمجمع وتم ترميمه بواسطة ج. جيكير. هو معروض الآن في المتحف المصري، القاهرة. تم تزيين الهرم بنقوش تظهر خنجر يقدم القرابين، وقد نُقِش عليه «أوسر كا رع» («القوة هو كا رع»)، والذي يُعرف بالتالي بأنه اسم عرش خنجر.
يقع مدخل البنية التحتية في قاعدة الطرف الجنوبي من الجانب الغربي للهرم. يؤدي درج مكون من 13 درجة إلى غرفة تحتوي على حجرة مدخل كبيرة شبيه بتلك الموجودة في أهرامات مزغونة، والتي يرجع تاريخها أيضًا إلى المملكة الوسطى. كان من المقرر أصلاً أن يسد المدخل المدخل إلى غرفة الدفن ولكن لم يتم وضعه أبدًا عبر الممر. ما وراء غرفة حجرة المدخل، استمر درج إضافي مكون من 39 درجة نزولاً إلى باب خشبي مغلق بجرفين. يوجد خلف الباب حجرة ثانية في حجرة مدخل، والتي تُركت أيضًا مفتوحة. يؤدي هذا بدوره إلى غرفة انتظار صغيرة ومن هناك إلى ممر آخر تم إخفاء مدخله أسفل رصف غرفة الانتظار أرضية. يؤدي هذا الممر إلى حجرة الدفن.

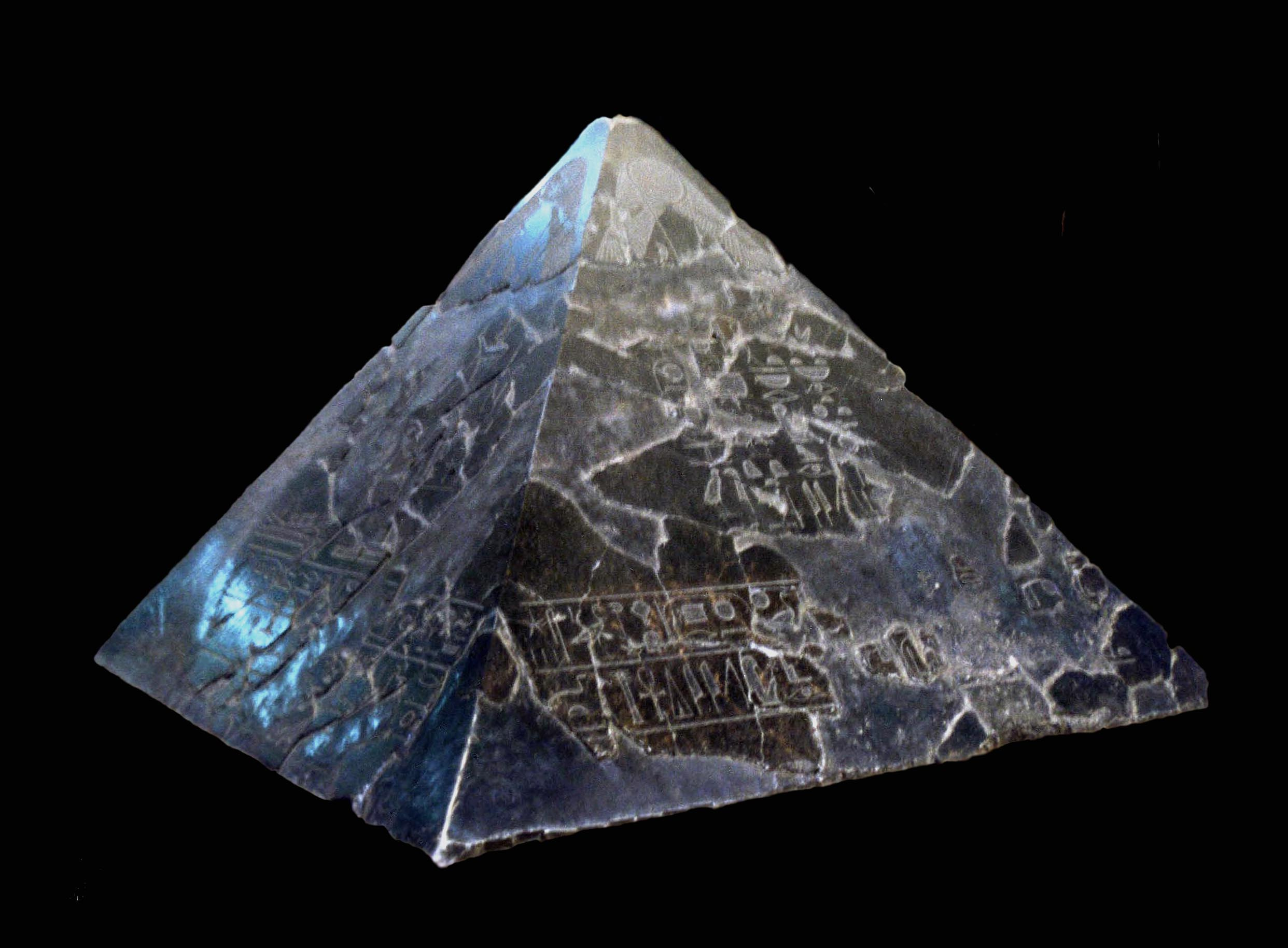
هرم خنجر، المتحف المصري، JE 53045.

شُيِّدت حجرة المدخل الثانية لخنجر، وغرفة انتظار، وممر في زاوية خندق كبير محفور في الأرض. حجرة الدفن، المصنوعة من كتلة كوارتزيت ضخمة متجانسة، تم وضعها في الخندق قبل البدء في بناء الهرم، بطريقة تشبه حجرة دفن أمنمحات الثالث في هوارة. قدر وزن كتلة الكوارتزيت بحوالي 150 طنًا بواسطة ج. جيكير. تم نحت الكتلة في جزأين مخصصين لاستقبال نعش الملك وأواني كانوبية ومرفقات جنائزية. شكّل سقفه عوارض كبيرة من الكوارتزيت تزن 60 طنًا. بمجرد وضع الكتلة وسقفها في موضعها الصحيح، قام العمال ببناء سقف جملوني من عوارض من الحجر الجيري وقبو من الطوب فوقه لتخفيف وزن الهرم. آلية إغلاق يتكون القبو من أعمدة مملوءة بالرمل ترتكز عليها دعائم بلاطة السقف الشمالية. سيتم إنزال هذا على القبو عند تجفيف الرمال. بعد تجفيف كل الرمال، هرب العمال عبر الممر الذي ملأوه بالبناء ورصفوه فوق فتحته في غرفة الانتظار.

## الهرم الفرعي

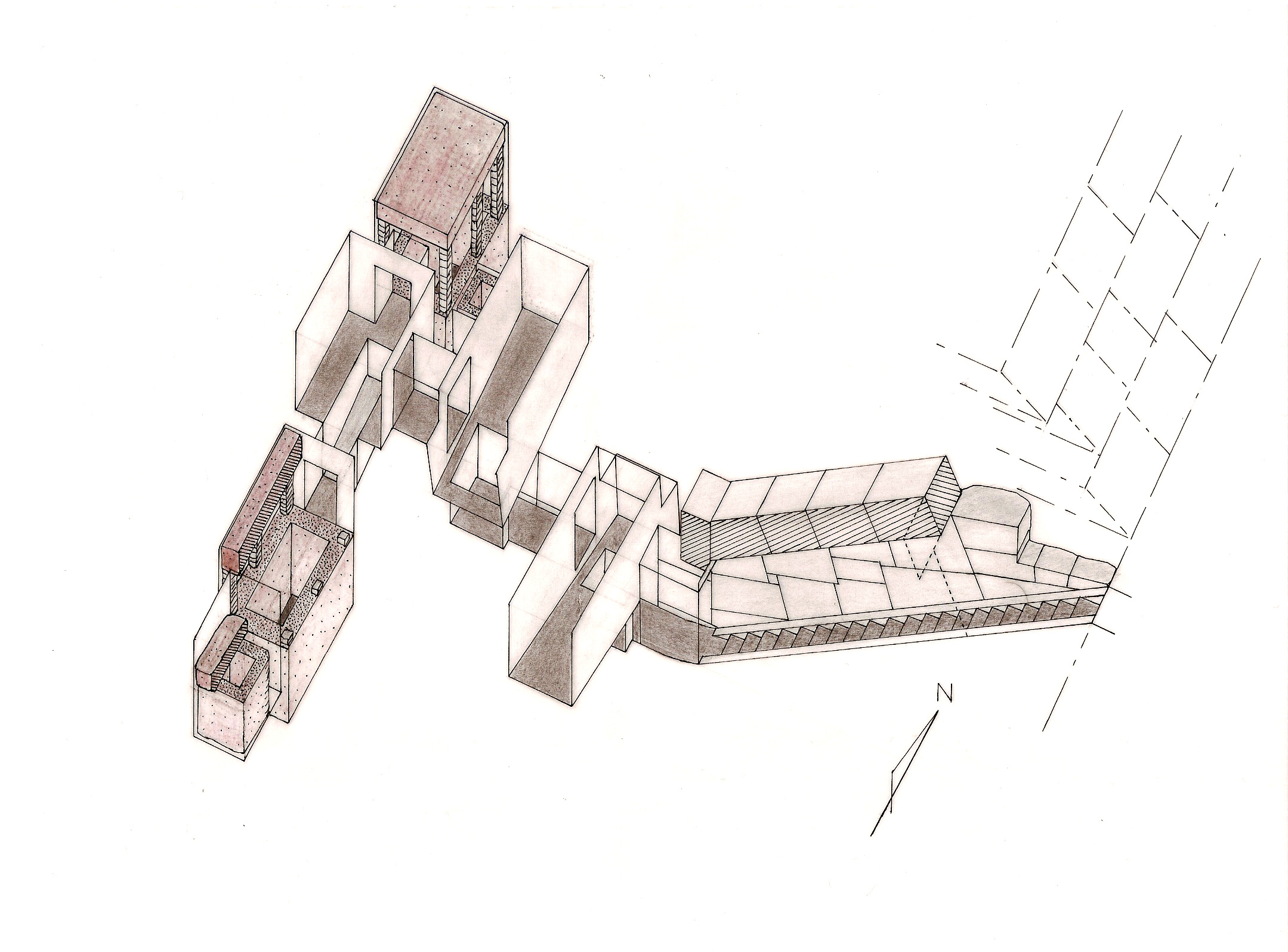
الهياكل الفرعية للهرم الفرعي.

في الركن الشمالي الشرقي من مجمع هرم خنجر، يوجد هرم فرعي صغير، يُعتقد أنه تم إعداده لدفن اثنتين من ملكات الخنجر. جيكيه وجد أيضًا مقابر عمودية قريبة، والتي ربما تم إعدادها لأفراد العائلة المالكة الآخرين. يقع مدخل البنية التحتية لهذا الهرم في قاعدة قاعدته الشرقية. يؤدي درج صغير إلى حجرتين في حجرة المدخل تشبه تلك الموجودة في الهرم الرئيسي. هنا أيضا تركت البوابات مفتوحة. ما وراءها عبارة عن غرفة انتظار متفرعة في الشمال والجنوب إلى غرفتي دفن مبطنة بالبناء وكلاهما يحتوي على خزانة كبيرة من الكوارتزيت. تم العثور على أغطية الخزائن مسندة على كتل كما يجب أن تكون قبل أي دفن. وبالتالي، من المحتمل ألا يتم إنزال الخزنتين في مكانهما واستخدامهما مطلقًا.
ربما منع تحول غير متوقع للأحداث من استخدامها، على الرغم من عدم وجود شيء يشير بشكل مباشر إلى أن الملك لم يتم دفنه كما هو مخطط في الهرم الرئيسي. ومع ذلك، في دراسة حديثة حول الفترة الانتقالية الثانية، خلص عالم المصريات كيم ريهولت إلى أن خليفة خنجر، سمنخكير إميريميشو، قد اغتصب العرش.